# Стефан Станчев
Стефан Николаев Станчев е български футболист, защитник. Роден е на 26 април 1989 г. Играе за Родопа (Смолян).

## Успехи
Левски
- А група: 2008/09

Черно море
- Купа на България: 2014/15
- Суперкупа на България: 2015